# Smedasundet

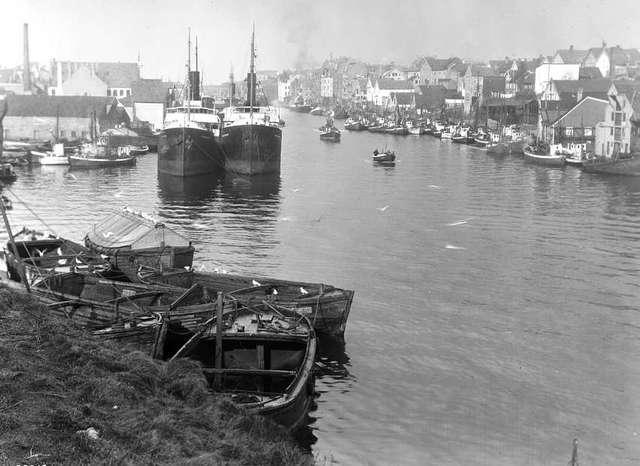
Smedasundet sett mot norr från Trosnaberg på Risøy 1934

Smedasundet är ett sund i Haugesund kommun, Rogaland fylke i Norge. Sundet skiljer fastlandet från öarna Risøy og Hasseløy.